# Костевич Володимир Євгенович
Володи́мир Євге́нович Косте́вич (нар. 23 жовтня 1992, Деревня, Жовківський район, Львівська область, Україна) — український футболіст, лівий захисник польської «Котвиці». Виступав за молодіжну збірну України. «Зірка Карпат» (нагорода найкращому футболістові клубу) 2013 і 2015 років.

## Життєпис

### Клубна кар'єра
Вихованець львівського футболу. Почав займатися футболом у школі Мирона Маркевича «Рух» Винники, де його тренером був О. Войтюк. У 2005—2009 роках виступав у дитячо-юнацькій футбольній лізі України за УФК (Львів).

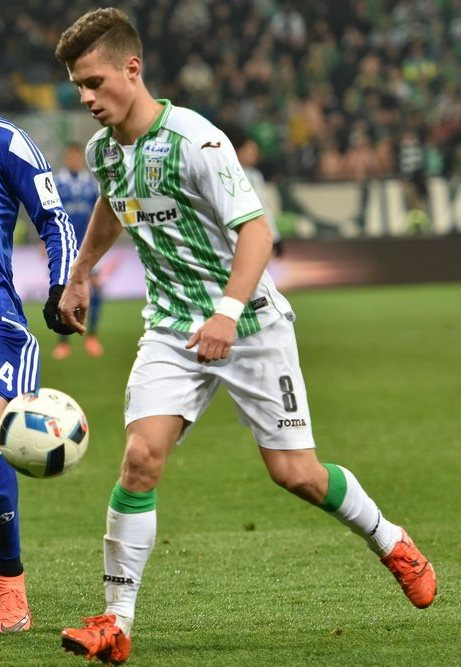
Володимир Костевич під час виступів за «Карпати». 11 березня 2016 року.

Узимку 2010 перейшов у львівські «Карпати». 29 березня 2010 дебютував у складі «Карпат-2» в матчі Кубка української ліги проти клубу «Львів-2» (1:4), Костевич відіграв 17 хвилин у грі. У матчі 1/8 фіналу «Карпати-2» поступилися вінницькій «Ниві» (0:3) й покинули турнір. 3 квітня 2010 дебютував у Другій лізі України в домашньому матчі проти вінницької «Ниви» (0:1), Костевич вийшов на 81 хвилині замість Дмитра Яджіна. 23 травня 2010 Володимир Костевич у домашньому матчі проти хмельницького «Динамо» (1:0), забив свій перший гол у ворота Костянтина Дудника й приніс клубу перемогу. Усього за «Карпати-2» провів 8 матчів і забив 1 гол у Другій лізі, у кубку ліги зіграв 2 матчі.
У сезоні 2010/11 почав виступати за дубль «Карпат» у молодіжній першості, також паралельно граючи в чемпіонаті Львівської області за «Карпати-2». У лютому 2011 року став срібним призером Кубка Кримтеплиці, у фінальному матчі «Карпати» поступилися по пенальті «Енергії» з Нової Каховки. Пізніше брав участь на меморіалі Ернеста Юста. У сезоні 2010/11 Костевич зіграв у турнірі дублерів 12 матчів і забив 1 гол (у ворота луцької «Волині»). «Карпати» посіли 4 місце, поступившись на 4 очки «Дніпру» й «Металісту», які посіли друге і третє місце відповідно.
Після того як виконувачем обов'язків головного тренера «Карпат» став Павло Кучеров, він почав залучати до тренувань молодих гравців. 11 листопада 2011 дебютував у складі «Карпат» у товариському матчі проти івано-франківського «Прикарпаття» (2:0) Костевич вийшов на початку другого тайму замість Михайла Кополовця. 19 листопада 2011 дебютував у Прем'єр-лізі України у виїзному матчі проти одеського «Чорноморця» (2:2), коли вийшов у стартовому складі; на 41 хвилині був замінений на Батісту.
У січні 2012 року вперше разом з основним складом «Карпат» поїхав на збори до Туреччини. Із сезону 2013/14 став основним гравцем львівського клубу.
11 січня 2017 року офіційно став гравцем польського клубу «Лех». Дебютував 14 січня 2017 року вийшовши у стартовому складі в товариському матчі проти «Сокола» (8:0). Українець відзначився голом і гольовою передачею.
У червні 2017 року був визнаний найкращим лівим захисником чемпіонату Польщі за версією вболівальників. Загалом за три з половиною року в активі лівого захисника 119 поєдинків, 2 голи і 13 результативних передач в усіх турнірах за польський клуб, в тому числі 10 матчів у Лізі Європи.
10 серпня 2020 року Володимир Костевич підписав попередню угоду з київським «Динамо» терміном на 3 роки. Вона повинна була вступити в силу з 1 січня 2021 року, коли у гравця закінчувався контракт з «Лехом». Проте, Володимир приєднався до «Динамо» вже 6 жовтня 2020 року за згодою клубів.
В серпні 2024 року Костевич повернувся до Польщі, де приєднався до клубу «Котвиця».

### Збірна
Ігри за молодіжну збірну України (U-21):
| № | Дата       | Господарі | Рахунок | Гості     | Картки, голи               | Тип матчу    |
| - | ---------- | --------- | ------- | --------- | -------------------------- | ------------ |
| 1 | 14.10.2013 | Латвія    | 1:5     | Україна   | Дебют (вийшов на 46-й хв.) | Відбір до ЧЄ |
| 2 | 18.11.2013 | Швейцарія | 1:2     | Україна   | ЖК                         | Відбір до ЧЄ |
| 3 | 05.03.2014 | Франція   | 1:1     | Україна   |                            | Товариський  |
| 4 | 28.05.2014 | Хорватія  | 1:1     | Україна   |                            | Відбір до ЧЄ |
| 5 | 08.06.2014 | Україна   | 2:1     | Латвія    |                            | Відбір до ЧЄ |
| 6 | 04.09.2014 | Україна   | 2:0     | Швейцарія | ЖК                         | Відбір до ЧЄ |
| 7 | 14.10.2014 | Німеччина | 2:0     | Україна   |                            | Відбір до ЧЄ |